# Osvaldo Jeanty
Osvaldo Jeanty (* 1. August 1983 in Miragoâne, Haiti) ist ein kanadischer Basketballtrainer und ehemaliger Basketballspieler, der nach dem Ende seines Studiums in Kanada professionell in Europa – die meiste Zeit davon in Deutschland – spielte. Er kam darüber hinaus zu Länderspieleinsätzen in Kanadas A-Nationalmannschaft.
In der Bundesliga-Saison 2008/09 gehörte er beim Aufsteiger Giants Nördlingen in der deutschen Basketball-Bundesliga zu den gefährlichsten Fernschützen und erzielte die Bestmarken für erzielte Dreipunktewürfe und Punkte in einem Spiel. Beim BBL All-Star Game-Wochenende 2009 gewann er auch den Wettbewerb im Dreipunktewurf.

## Spielerlaufbahn
Jeanty war während seines Studiums in Kanada mit den Ravens der Carleton University außerordentlich erfolgreich. Selbst mit persönlichen Auszeichnungen geehrt – 2007 wurde er Ottawas Sportler des Jahres – gewann er mit seiner Mannschaft fünfmal in Folge die W. P. McGee Trophy, die kanadische Universitäts-Meisterschaft. 2007 war Jeanty Mitglied der kanadischen Basketballnationalmannschaft bei den Panamerikanischen Spielen 2007 in Rio de Janeiro.
Nach seinem Studium unterschrieb Jeanty einen Vertrag bei den Giants Nördlingen in Deutschland und spielte für den dortigen Verein zunächst in der zweithöchsten deutschen Spielklasse, der 2. Bundesliga ProA. Mit den Giants gewann er auf Anhieb die Meisterschaft in dieser Liga und stieg in die höchste deutsche Spielklasse, die Basketball-Bundesliga, auf. Jeanty blieb dem Verein treu, der sich auch dank der Leistungen des Kanadiers in dieser Klasse behaupte. Aus wirtschaftlichen Gründen gaben jedoch die Giants am Ende der Saison die Lizenz für die höchste Spielklasse zurück.
Nach einem Abstecher nach Marokko kehrte Jeanty zum Saisonbeginn 2009/10 für wenige Spiele in die ProA nach Nördlingen zurück. Er unterschrieb dann einen Vertrag in Rumänien, wo er unter dem ehemaligen Bundesligatrainer Bruno Socé spielte. Hier blieb er nur wenige Monate, bevor im Januar 2010 die LTi Gießen 46ers Jeanty zurück nach Deutschland in die Basketball-Bundesliga (BBL) holten.
In Saison 2010/11 blieb Jeanty in der Bundesliga. Er unterschrieb bei Aufsteiger BBC Bayreuth einen Vertrag über ein Jahr. Dieser wurde bis 2012 verlängert, zudem war Jeanty in der Saison 2011/12 der Mannschaftskapitän des BBC Bayreuth. Nach dem Ende der Spielzeit 2011/12 verließ Jeanty den Verein. Mitte November 2012 unterschrieb er dann einen Vertrag bei den Lightning aus London (Ontario) in seiner kanadischen Heimat, wo er zusammen mit dem ehemaligen NBA-Profi und Spieler der Eisbären Bremerhaven Rodney Buford unter Trainer Micheal Ray Richardson versuchte, deren Meisterschaftstitel in der National Basketball League of Canada zu verteidigen. Doch schon nach einigen Spielen verließ Jeanty den Verein, kehrte zu Jahresbeginn 2013 nach Deutschland in die Bundesliga zurück und unterzeichnete einen Vertrag bis Saisonende beim Mitteldeutschen Basketball Club (MBC) aus Weißenfels. Zur Saison 2013/14 erhielt Jeanty keinen neuen Vertrag und musste den Verein wieder verlassen. 
Im November 2013 gab er das Ende seiner Basketball-Profikarriere bekannt. Im Oktober 2014 wurde er in die „Hall of Fame“ der Carleton University Ravens aufgenommen.

## Trainerlaufbahn
Jeanty gründete in seiner kanadischen Heimat eine Basketball-Akademie für Jugendliche. Zudem arbeitete er als Finanzberater. Von 2014 bis 2016 war er Cheftrainer der Basketballmannschaft am Cégep de l’Outaouais, einer Schule in der kanadischen Provinz Québec. Ab der Saison 2016/17 gehört er als Assistent zum Trainerstab der Carleton University Ravens und arbeitete dort unter Dave Smart, für den er einst spielte. Jeanty blieb bis 2019 Co-Trainer an der Hochschule. In seiner Amtszeit gewann Carleton zweimal die kanadische Hochschulmeisterschaft. Im Januar 2020 wurde er als Cheftrainer der kanadischen Profimannschaft Ottawa BlackJacks (CEBL) vorgestellt, bei denen Smart das Manageramt innehatte. Jeantys Vertrag bei den BlackJacks lief nach der 2020er Saison aus. Er wurde bei der Royal Bank of Canada beruflich tätig.